# سكان أصليون

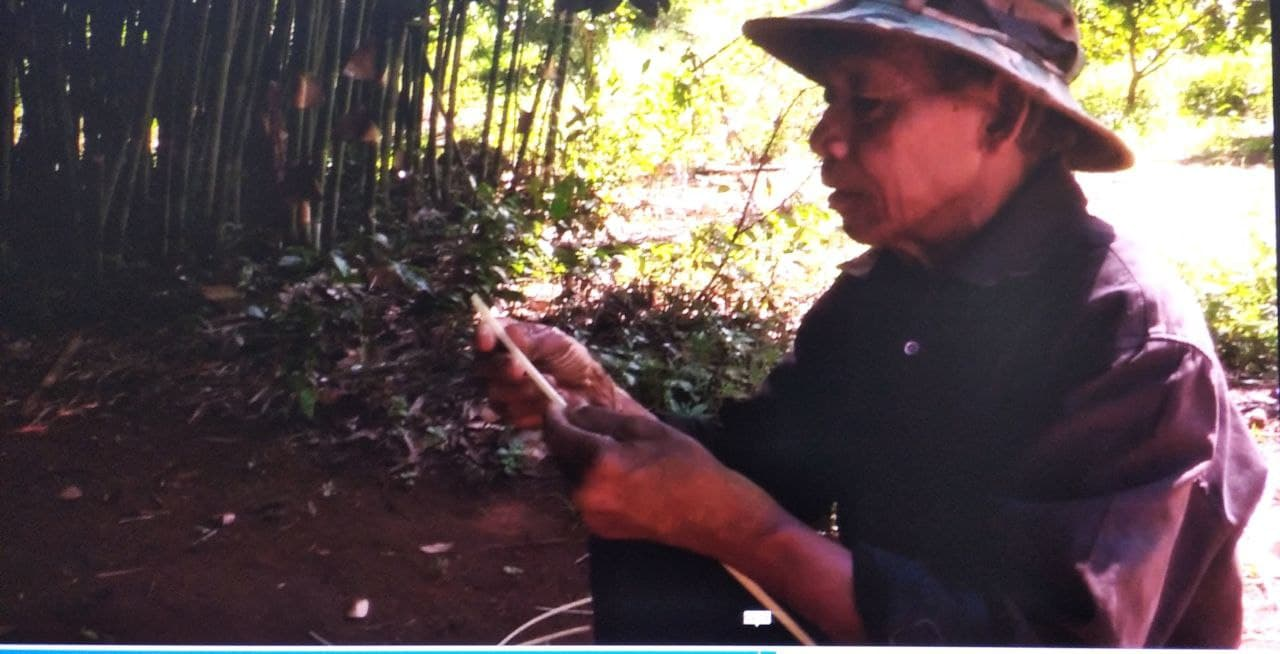
هذه الصورة تشبه طريقة عيش السكان الأصليون مثل الهنود الحمر وغيرهم من السكان الأصليون لبعض المناطق

السكان الأصليون أو الشعوب الأصلية (بالإنجليزية: Indigenous peoples)‏ تعرف أيضاً باسم الشعوب الأولى، الشعوب المحلية هم مجموعة إثنية سكنوا منطقة معينة من العالم قبل أن يستعمرها ويستوطنها محتل من منطقة أخرى. يوجد 370 مليون شخص يعتبرون سكاناً أصليين في العالم منهم 70% في آسيا. يعيش الباقي في الأمريكيتين وسكانها الأصليون الهنود الحمر وأستراليا. ظهر هذا المصطلح مع الاستعمار الأوروبي للأمريكيتين وأفريقيا وآسيا وأوقيانوسيا.
ثمة أكثر من خمسة آلاف مجموعة مختلفة من السكان الأصليين يتحدث أفرادها أكثر من أربعة آلاف لغة في مختلف أنحاء العالم. لدى السكان الأصليين عادات وتقاليد وثقافات مختلفة، ولكنهم يتقاسمون واقعاً غير سار: انتزاع أراضيهم، وإنكار ثقافاتهم، وتعرضهم للاعتداءات البدنية، ويعاملون كمواطنين من الدرجة الثانية. وغالباً ما يتعرض السكان الأصليون للتهميش، ويواجهون التمييز في النظم القانونية للبلدان. وهذا بدوره يتركهم عرضة لخطر العنف والانتهاكات. كما يتعرض المدافعون عن حقوق الإنسان من أفراد السكان الأصليين للترهيب والعنف الذي غالباً ما ترعاه الدولة. وقد يتم اللجوء إلى وسم الجهود السلمية التي يبذلها أفراد السكان الأصليين بالخيانة أو “الإرهاب” على الرغم من أن تلك الجهود تهدف إلى الحفاظ على هويتهم الثقافية أو التحكم بأراضي الأجداد التقليدية ومواردها.
يختلف السكان الأصليون عن السكان المستعمرين بأن الساكن الأصلي هو الشخص الذي نشأ على الأرض نفسها، وأصبحت له حقوق تاريخية في الإقامة فيها، أما الساكن المستعمر فهو ساكن في أرض أخرى وانتقل إلى هذه الأرض لأغراض سياسية أو توسعية أو اقتصادية.

## مصطلح السكان الأصليون
فهم مصطلح «السكان الأصليين»، بالنظر إلى تنوع الشعوب الأصلية، لم يتم اعتماد تعريف رسمي لمصطلح «الأصلي» من قِبل أي هيئة تابعة لمنظومة الأمم المتحدة. بدلاً من ذلك، طور النظام فهمًا حديثًا لهذا المصطلح بناءً على الآتي:
• التعريف الذاتي كشعوب أصلية على المستوى الفردي ومقبولة من قبل المجتمع على أنها شعوب أصلية عضو.
• الاستمرارية التاريخية مع مجتمعات ما قبل الاستعمار و/أو ما قبل الاستيطان.
• ارتباط قوي بالأراضي والموارد الطبيعية المحيطة.
• أنظمة اجتماعية أو اقتصادية أو سياسية متميزة.
• لغة وثقافة ومعتقدات مميزة.
• تكوين مجموعات غير مهيمنة في المجتمع.
• عقد العزم على الحفاظ وإعادة إنتاج بيئات وأنظمة أسلافهم كشعوب مميزة ومجتمعات.

## وصلات خارجية
- «الشعوب الأولى» - بي بي إس (بالإنجليزية)

هيئات
- الشعوب الأصلية -الصندوق الدولي للتنمية الزراعية (إيفاد) (بالإنجليزية)